# Comuna Iablunivka, Prîlukî
Iablunivka (în ucraineană Яблунівка) este o comună în raionul Prîlukî, regiunea Cernihiv, Ucraina, formată din satele Iablunivka (reședința) și Iablunivske.

## Demografie
Componența lingvistică a comunei Iablunivka
     Ucraineană (98,3%)
     Rusă (1,51%)
     Alte limbi (0,19%)
Conform recensământului din 2001, majoritatea populației comunei Iablunivka era vorbitoare de ucraineană (98,3%), existând în minoritate și vorbitori de rusă (1,51%).